# Jurjiwka
Jurjiwka (ukrainisch Юр'ївка; russisch Юрьевка/Jurjewka) ist eine Siedlung städtischen Typs in der ukrainischen Oblast Dnipropetrowsk mit etwa 2300 (2012) Einwohnern und war bis Juli 2020 das administrative Zentrum des gleichnamigen Rajons Jurjiwka.

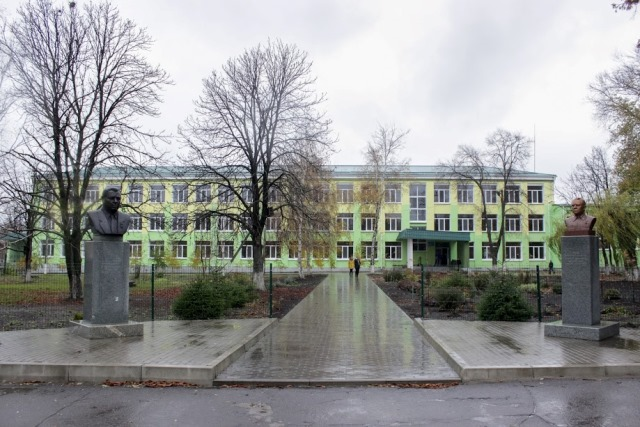
Schulgebäude im Ort

Die im Osten der Oblast liegende Siedlung liegt am Ufer der Mala Terniwka 83 km nordöstlich von Dnipro, wurde 1777 zum ersten Mal erwähnt und ist seit 1957 eine Siedlung städtischen Typs.

## Verwaltungsgliederung
Am 29. März 2017 wurde die Siedlung zum Zentrum der neugegründeten Siedlungsgemeinde Jurjiwka (Юр'ївська селищна громада/Jurjiwska selyschtschna hromada). Zu dieser zählten auch 25 in der untenstehenden Tabelle aufgelisteten Dörfer sowie die Ansiedlung Schemtschuschne, bis dahin bildete sie zusammen mit den Dörfern Brasolowe, Iwano-Meschyrizke, Nowohryhoriwka und Ukrajinske sowie der Ansiedlung Schemtschuschne die gleichnamige Siedlungsratsgemeinde Jurjiwka (Юр'ївська селищна рада/Jurjiwska selyschtschna rada) im Südosten des Rajons Jurjiwka.
Am 12. Juni 2020 kamen noch die weiteren 20 Dörfer Dolyna, Dubowe, Jurjiwske, Nowoiwaniwske, Nowostrojiwka, Nowotymofijiwske, Nowowjasiwske, Nyschnjanka, Orliwske, Pjatychatky, Prysowe, Saritschne, Schyroka Balka, Tschaplynka, Warwariwka, Werbuwatiwka, Werbske, Wessela Hirka, Wjasiwske-Wodjane und Wodjane zum Gemeindegebiet.
Am 17. Juli 2020 kam es im Zuge einer großen Rajonsreform zum Anschluss des Rajonsgebietes an den Rajon Pawlohrad.
Folgende Orte sind neben dem Hauptort Jurjiwka Teil der Gemeinde:
| Name                     | Name                | Name                                          |
| ukrainisch transkribiert | ukrainisch          | russisch                                      |
| ------------------------ | ------------------- | --------------------------------------------- |
| Biloserske               | Білозерське         | Белозёрское (Belosjorskoje)                   |
| Brasolowe                | Бразолове           | Бразолово (Brasolowo)                         |
| Dolyna                   | Долина              | Долина (Dolina)                               |
| Dubowe                   | Дубове              | Дубовое (Dubowoje)                            |
| Fedoriwske               | Федорівське         | Фёдоровское (Fjodorowskoje)                   |
| Holubiwske               | Голубівське         | Голубовское (Golubowskoje)                    |
| Iwano-Meschyrizke        | Івано-Межиріцьке    | Ивано-Межерецкое (Iwano-Mescherezkoje)        |
| Jabluniwka               | Яблунівка           | Яблоновка (Jablonowka)                        |
| Jurjiwske                | Юр'ївське           | Юрьевское (Jurjewskoje)                       |
| Kateryniwka              | Катеринівка         | Катериновка (Katerinowka)                     |
| Kindratiwka              | Кіндратівка         | Кондратовка (Kondratowka)                     |
| Nowohryhoriwka           | Новогригорівка      | Новогригоровка (Nowogrigorowka)               |
| Nowoiwaniwske            | Новоіванівське      | Новоивановское (Nowoiwanowskoje)              |
| Nowomoskowske            | Новомосковське      | Новомосковское (Nowomoskowskoje)              |
| Nowostrojiwka            | Новостроївка        | Новостроевка (Nowostrojewka)                  |
| Nowotschornohlasiwske    | Новочорноглазівське | Новочерноглазовское (Nowotschernoglasowskoje) |
| Nowotymofijiwske         | Новотимофіївське    | Новотимофеевское (Nowotimofejewskoje)         |
| Nowowjasiwske            | Новов'язівське      | Нововязовское (Nowowjasowskoje)               |
| Nyschnjanka              | Нижнянка            | Нижнянка (Nischnjanka)                        |
| Oleksijiwka              | Олексіївка          | Алексеевка (Aleksejewka)                      |
| Orliwske                 | Орлівське           | Орловское (Orlowskoje)                        |
| Perwomajske              | Первомайське        | Первомайское (Perwomaiskoje)                  |
| Pjatychatky              | П'ятихатки          | Пятихатки (Pjatichatki)                       |
| Preobraschenka           | Преображенка        | Преображенка                                  |
| Prysowe                  | Призове             | Призовое (Prisowoje)                          |
| Pschenytschne            | Пшеничне            | Пшеничное (Pschenitschnoje)                   |
| Saritschne               | Зарічне             | Заречное (Saretschnoje)                       |
| Satyschne                | Затишне             | Затишное (Satischnoje)                        |
| Schemtschuschne          | Жемчужне            | Жемчужное (Schemtschuschnoje)                 |
| Schyroka Balka           | Широка Балка        | Широкая Балка (Schirokaja Balka)              |
| Sokilske                 | Сокільське          | Сокольское (Sokolskoje)                       |
| Terny                    | Терни               | Терны                                         |
| Tschaplynka              | Чаплинка            | Чаплинка (Tschaplinka)                        |
| Tschernjawschtschyna     | Чернявщина          | Чернявщина (Tschernjawschtschina)             |
| Tschornohlasiwka         | Чорноглазівка       | Черноглазовка (Tschernoglasowka)              |
| Ukrajinske               | Українське          | Украинское (Ukrainskoje)                      |
| Uljaniwka                | Улянівка            | Ульяновка (Uljanowka)                         |
| Warlamiwka               | Варламівка          | Варламовка (Warlamowka)                       |
| Warwariwka               | Варварівка          | Варваровка (Warwarowka)                       |
| Wassyliwka               | Василівка           | Василевка (Wassilewka)                        |
| Werbske                  | Вербське            | Вербское (Werbskoje)                          |
| Werbuwatiwka             | Вербуватівка        | Вербоватовка (Werbowatowka)                   |
| Wessela Hirka            | Весела Гірка        | Весёлая Горка (Wessjolaja Gorka)              |
| Wjasiwske-Wodjane        | В'язівське-Водяне   | Вязовское-Водяное (Wjasowskoje-Wodjanoje)     |
| Wodjane                  | Водяне              | Водяное (Wodjanoje)                           |